# Шевченко (Староконстантиновский район)
Шевченко (укр. Шевченка) — село в Староконстантиновском районе Хмельницкой области Украины.
Население по переписи 2001 года составляло 73 человека. Почтовый индекс — 31140. Телефонный код — 3854. Занимает площадь 0,519 км². Код КОАТУУ — 6824289403.

## Местный совет
31140, Хмельницкая обл., Староконстантиновский р-н, с. Чёрная, ул. Первомайская, 38